# Sampler (instrument)

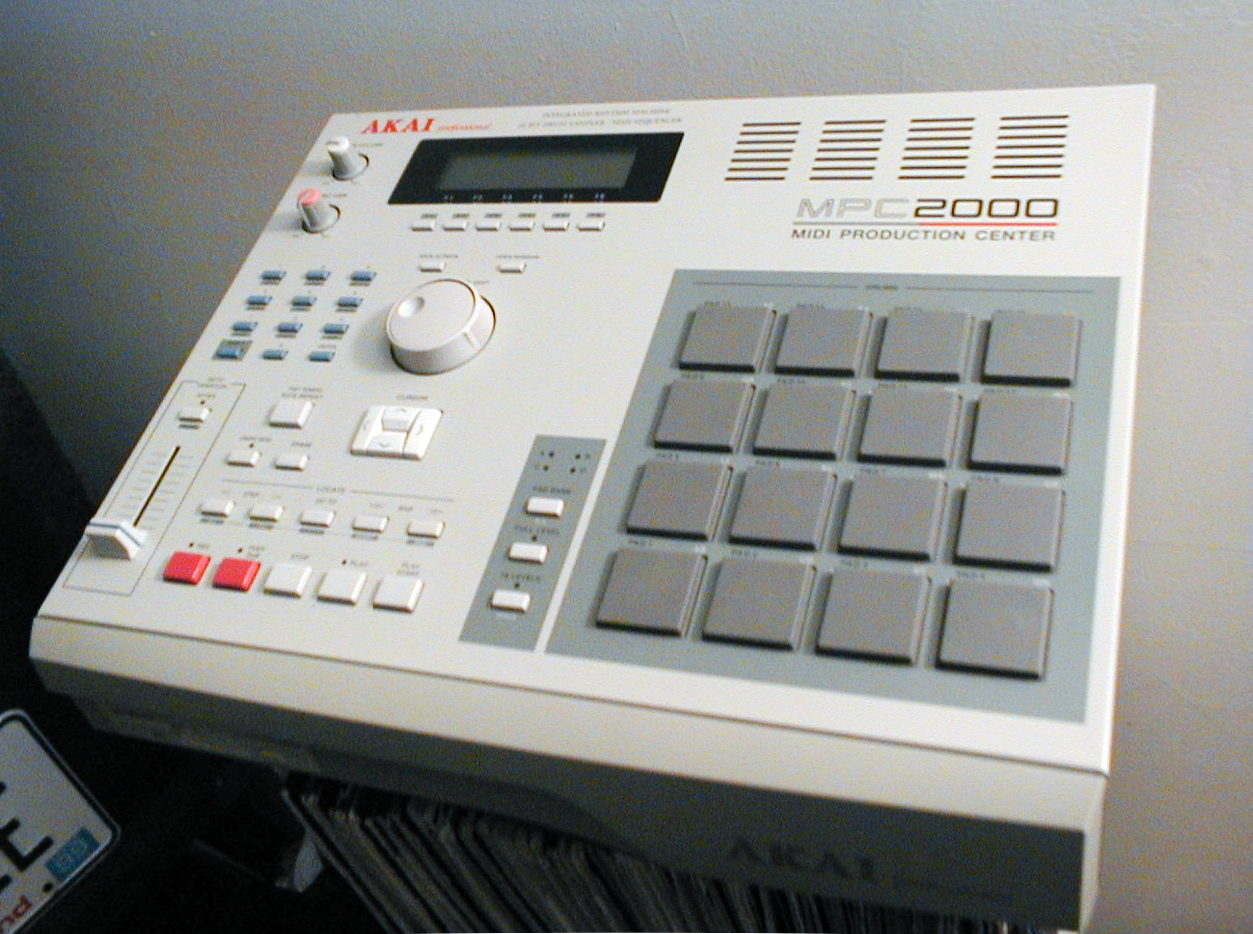
Een sampler van Akai.

Een sampler is een muziekinstrument dat geluiden opwekt door geluidsfragmenten digitaal af te spelen.

## Bekende samplers
De allereerste sampler was de Mellotron uit 1963. Hoewel deze gebruikmaakte van magneetband en niet van digitaal geluid, en de gebruiker niet zelf nieuwe geluiden kon opnemen, is de Mellotron hiermee dus alleen een afspeelapparaat van samples. De Mellotron werd populair doordat The Beatles het gebruikten in enkele nummers. Dit werd later overgenomen door andere artiesten zoals The Moody Blues, King Crimson, en de band Genesis. Bekende oudere samplers zijn de Fairlight CMI, de Synclavier, de Akai S1000 en Akai S612, de Casio Sk1 en de Korg DSS1. Modernere samplers zijn tegenwoordig veelal softwarematige samplers met adaptors.

## Hoofdfuncties
Bijna elke sampler kent ten minste drie functies:
- Opnemen
- Bewerken
- Afspelen

### Opnemen
Een sampler neemt geluid op door het te digitaliseren en het op te slaan in het werkgeheugen (RAM). Hierbij kan gekozen worden voor een bitdiepte (4, 8, 12, 16, 24 bits enz.) en opnamefrequentie (5, 22, 32, 44,1, 48 kHz enz.). 
Hoe hoger de gebruikte opnamefrequentie is, des te nauwkeuriger het geluid wordt opgeslagen. De bitdiepte heeft met name invloed op de dynamiek (verschil tussen zacht en hard) van een geluid. Hoe groter het aantal bits, hoe dynamisch nauwkeuriger het geluid kan worden opgenomen (en weergegeven)

### Bewerken
De opgenomen gedigitaliseerde geluidsfragmenten heten 'samples'. Met de meeste samplers kunnen deze geluiden digitaal worden bewerkt. Er kunnen stukjes worden afgeknipt, het volume kan worden aangepast, de sample kan worden omgedraaid (zodat deze achterstevoren wordt afgespeeld), et cetera. Ook moet er aangegeven worden voor welk toonbereik de sample gebruikt kan worden.

### Afspelen
Door de samples met verschillende snelheden af te spelen wordt het opgenomen geluid op verschillende toonhoogten afgespeeld. Op deze manier zijn melodieën ten gehore te brengen. Tevens kun je bij een sampler net als bij een 'gewone' synthesizer diverse effecten, filters, LFO’s en omhullende-generatoren (Eng. envelopes) inzetten om het afgespeelde geluid naar smaak aan te passen.
Bij het afspelen op verschillende snelheden treedt wel het verschijnsel op dat de frequentiekarakteristiek (en daarbij behorende formanten) evenredig samengedrukt of uitgerekt wordt. Bij 'echte' instrumenten is een deel van de frequentiekarakteristiek afhankelijk van de bouw van het instrument, en dus onafhankelijk van de gespeelde toonhoogte. Een sample afgespeeld op een hoogte die te veel afwijkt geeft daarom een onnatuurlijk effect. Dit komt door de te grote formantverschuivingen, waardoor de klankkleur drastisch verandert. Dit wordt het 'Mickey Mouse-effect' genoemd. 
Voor een realistische weergave van instrumenten met een groot toonbereik moeten daarom meerdere samples gebruikt worden, die elk bijvoorbeeld een octaaf of nog kleiner interval omvatten. Een soortgelijk effect treedt op als er op verschillende sterktes afgespeeld moet worden, hiervoor kan het nodig zijn sets met samples voor verschillende speelsterktes op te nemen. Beide methodes worden "multi-sampling" genoemd.

## Uitvoeringen
Samplers worden uitgevoerd als software of als hardware in rekvorm, met een klavier of als losse tafelmodule, soms met een sequencer. Er zijn verschillende type samplers:
- Volledige sampler (dit is de meest uitgebreide variant)
- Phrase-samplers (vooral geschikt om loops en korte fragmenten mee af te spelen)
- Drumsamplers (vooral geschikt voor drum en percussieve geluiden)
- Vari-phrase samplers (samplers die de toonhoogte en afspeelsnelheid afzonderlijk kunnen veranderen)
- Sample Adapter Modules (bedoeld om synthesizers te voorzien van sampling mogelijkheden; zoals de Zadok Products SAM1 werd ontwikkeld voor Korg synthesizers onder meer de M1, T1 en de Wavestation)

Moderne synthesizers maken vaak ook gebruik van samples om hetzij als primaire klankbron te dienen, of om effecten te bereiken die met de andere synthesemethodes niet of moeilijk te realiseren zijn. Zo is het met additieve synthese heel moeilijk om bijvoorbeeld realistische aanblaaseffecten voor fluitgeluiden te maken. In dit geval kan dat opgelost worden door een kleine sample van een ruisgeluid aan het begin van de noot bij te mengen.
Met de huidige samplers en synthesizers, zoals de Korg Kronos, Nord Stage en Yamaha Motif, is het mogelijk om op het klavier een gitaar, klarinet, Stradivarius, dan wel een kerkorgel of een concertvleugel te bespelen. Dankzij de hoge kwaliteit van sampling is er praktisch gezien geen verschil hoorbaar.